# Collegio di Tiverton and Minehead
Tiverton and Minehead è un collegio elettorale inglese situato nel Somerset e Devon e rappresentato alla Camera dei comuni del parlamento del Regno Unito. Elegge un membro del parlamento con il sistema maggioritario a turno unico; l'attuale parlamentare è Rachel Gilmour dei Liberal Democratici, che rappresenta il collegio dal 2024.

## Estensione
Il collegio è costituito dai seguenti ward elettorali:
- nel distretto di Mid Devon: Canonsleigh; Clare and Shuttern; Halberton; Lower Culm; Tiverton Castle; Tiverton Cranmore; Tiverton Lowman; Tiverton Westexe e Upper Culm;
- nel Somerset: Dulverton and Exmoor; Dunster; Lydeard; Minehead; Upper Tone e Watchet and Stogursey.[1]

## Membri del parlamento
| Elezione | Elezione | Deputato       | Partito             |
| -------- | -------- | -------------- | ------------------- |
|          | 2024     | Rachel Gilmour | Liberal Democratici |

## Elezioni

### Elezioni negli anni 2020
| Partito                    | Partito                                    | Candidato                  | Risultati 4 luglio 2024 | Risultati 4 luglio 2024 |
| Partito                    | Partito                                    | Candidato                  | Voti                    | %                       |
| -------------------------- | ------------------------------------------ | -------------------------- | ----------------------- | ----------------------- |
|                            | Lib Dem                                    | Rachel Gilmour             | 18 326                  | 38,59                   |
|                            | Conservatore                               | Ian Liddell-Grainger       | 14 819                  | 31,20                   |
|                            | Reform UK                                  | Frederick Keen             | 7 787                   | 16,40                   |
|                            | Laburista                                  | Jonathan Barter            | 4 325                   | 9,11                    |
|                            | Verdi                                      | Laura Buchanan             | 2 234                   | 4,70                    |
|                            |                                            |                            |                         |                         |
| Iscritti                   | Iscritti                                   | Iscritti                   | 71 843                  | 100,00                  |
| ↳ Votanti (% su iscritti)  | ↳ Votanti (% su iscritti)                  | ↳ Votanti (% su iscritti)  | 47 491                  | 66,10                   |
| ↳ Astenuti (% su iscritti) | ↳ Astenuti (% su iscritti)                 | ↳ Astenuti (% su iscritti) | 24 352                  | 33,90                   |
|                            |                                            |                            |                         |                         |
|                            | Esito: collegio a Lib Dem (nuovo collegio) |                            |                         |                         |